# Project Moonbase
Project Moonbase este un film SF american din 1953 regizat de Richard Talmadge pentru Galaxy Pictures Inc. Filmul a fost distribuit de Lippert Pictures. Scenariul este realizat de Robert A. Heinlein și Jack Seaman. În rolurile principale joacă actorii Donna Martell, Hayden Rorke, Ross Ford.

## Prezentare
Filmul are acțiunea în viitor, în 1970, când Statele Unite au în plan construirea de baze pe Lună. Colonelul Briteis (Donna Martell), maiorul Bill Moore (Ross Ford) și Doctor Wernher (Larry Johns) sunt trimiși în jurul Lunii pentru a studia locurile de aselenizare pentru viitoarele misiuni lunare. Cu toate acestea, Dr. Werner este un impostor a cărei misiune este de a distruge stația spațială americană care orbitează în jurul Pământului. Planul acestuia este de a ciocni racheta cu stația spațială în timpul întoarcerii dinspre Lună.

## Actori
- Donna Martell este Colonel Briteis
- Hayden Rorke este Gen. 'Pappy' Greene
- Ross Ford este Maj. Bill Moore
- Larry Johns este Doctor Wernher
- Herb Jacobs este Mr. Roundtree
- Barbara Morrison este Polly Prattles
- Ernestine Barrier este Madame President
- James Craven este Commodore Carlson
- John Hedloe este Adjutant
- Peter Adams este Captain Carmody

## Producție
Filmul a fost turnat în 10 zile.

## Primire
Filmul a fost considerat un dezastru și marchează ultima dată când Robert A. Heinlein a încercat să lucreze cu Hollywood pentru a produce un film.

### Mystery Science Theater 3000
Project Moonbase a apărut în episodul #109 al serialului Mystery Science Theater 3000 împreună cu capitolele 7 și 8 ale filmului serial cu Commando Cody, Radar Men from the Moon. Episodul a avut premiera  la 6 ianuarie 1990, pe Comedy Channel.

## Vezi și
- Listă de filme cu stații spațiale